# Nová Polhora
Nová Polhora é um município da Eslováquia, situado no distrito de Košice-okolie, na região de Košice. Tem 2,08 km² de área e sua população em 2018 foi estimada em 468 habitantes.

## Demografia
| Ano:        | 1994 | 2004    | 2014   | 2024    |
| ----------- | ---- | ------- | ------ | ------- |
| Broj ljudi: | 360  | 421     | 432    | 548     |
| Razlika:    |      | +16,94% | +2,61% | +26,85% |

| Ano:               | 2023 | 2024   |
| ------------------ | ---- | ------ |
| Número de pessoas: | 528  | 548    |
| Diferença:         |      | +3,78% |